# تيم كاهيل
تيموثي فيليغا كاهيل (بالإنجليزية: Timothy Filiga Cahill)، من مواليد 6 ديسمبر 1979 في سيدني في أستراليا، لاعب كرة قدم أسترالي سابق.
بدأ مسيرته الكروية مع نادي ميلوال الإنجليزي في عام 1997، ولعب معهم حتى عام 2004، وشارك معهم في 227 مباراة وسجل 52 هدف، ومنذ عام 2004 وهو يلعب مع نادي إيفرتون الإنجليزي.
و قد بدأ باللعب مع منتخب أستراليا لكرة القدم في عام
2004 وقد مثل منتخب ساموا في فترة من الفترات يعد تيم كاهيل الهداف التاريخي للمنتخب الأسترالي وسجل هدفين في مرمى المنتخب السوري في إياب الملحق الاسيوي والذي بدوره أهل منتخب أستراليا إلى الملحق العالمي.

## كأس آسيا 2007
و قد سجل هدف التعادل في مرمى منتخب عمان لكرة القدم في أول مباراة لمنتخب أستراليا لكرة القدم في كأس آسيا، وهو أول لاعب أسترالي يسجل هدف في كأس آسيا.

## كأس العالم لكرة القدم
سجل هدفا على الأقل في ثلاث دورات لكأس العالم 2006، و2010، و2014. وكان هدفه في مرمى تشيلي في الدروة الأخيرة يحمل رقم 2222 في بطولة كأس العالم على مدى تاريخها.

## الإحصائيات

### المنتخب
هداف تاريخي لمنتخب استراليا 

## روابط خارجية
- تيم كاهيل على موقع IMDb (الإنجليزية)
- تيم كاهيل على موقع الاتحاد الدولي (مؤرشف)  (الإنجليزية)
- تيم كاهيل على موقع الدوري الأمريكي (الإنجليزية)
- تيم كاهيل على موقع قاعدة بيانات كرة القدم.إي يو (الإنجليزية)
- تيم كاهيل على موقع ليكيب (الفرنسية)
- تيم كاهيل على موقع ناشيونال فوتبول تيمز (الإنجليزية)
- تيم كاهيل على موقع Soccerbase.com (لاعب) (الإنجليزية)
- تيم كاهيل على موقع Soccerway.com (الإنجليزية)
- تيم كاهيل على موقع عالم كرة القدم.نت (الإنجليزية)
- تيم كاهيل على موقع كووورة
- تيم كاهيل على موقع أوليمبيديا (الإنجليزية)